# Blasphemous 2
Blasphemous 2 est un jeu vidéo de type metroidvania développé par le studio espagnol The Game Kitchen et édité par Team17. Le jeu sort le 24 août 2023 sur Windows, PlayStation 5, Xbox Series et Nintendo Switch. Il fait suite à Blasphemous, sorti en 2019.

## Système de jeu
Comme son prédécesseur, Blasphemous 2 est un metroidvania à défilement horizontal dans lequel le joueur incarne « le Pénitent ».

## Développement
Blasphemous 2 est développé par le studio The Game Kitchen à partir de zéro, sans réutiliser le code de Blasphemous. L'équipe a passé 18 mois a reconstruire ses outils en tirant parti de l'expérience obtenue avec le premier jeu. Le studio s'inspire à nouveau de la culture, de l'architecture et de l'iconographie religieuse de la région de Séville en Espagne, où il est implanté.
Le jeu est annoncé en avril 2023 et sort le 24 août 2023 sur Windows, PlayStation 5, Xbox Series et Nintendo Switch.
Un DLC intitulé Mea Culpa sort le 31 octobre 2024.

## Accueil
Blasphemous 2 reçoit à sa sortie un accueil critique « généralement favorable », obtenant entre de 83 à 84 % selon les versions, d'après les notes recensées par l'agrégateur Metacritic,,.